# St. George (Vermont)
St. George è una città degli Stati Uniti d'America, nella contea di Chittenden, nello Stato del Vermont. La popolazione era di 674 abitanti nel censimento del 2010.